# Système éducatif en Indonésie
Le système éducatif indonésien est sous la responsabilité du Ministère de l'Éducation National d'Indonésie (Kementerian Pendidikan Nasional Republik Indonesia ou Kemdiknas dans son acronyme officiel). L'éducation en Indonésie était précédemment sous la responsabilité du Ministère de l'Éducation et de la Culture d'Indonésie (Departemen Pendidikan dan Kebudayaan Republik Indonesia ou Depdikbud). La durée de l’instruction obligatoire est de 9 ans, six ans dans le primaire et trois dans le secondaire.

## Histoire

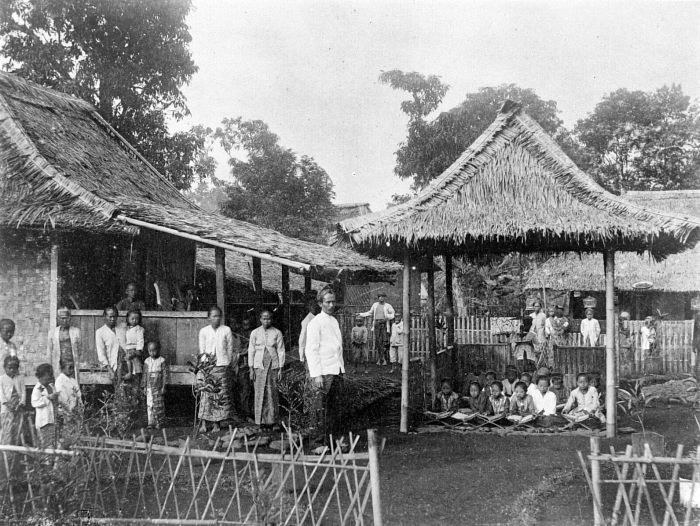
Une école de particulier pour enfants "indigènes" à l'époque des Indes néerlandaises

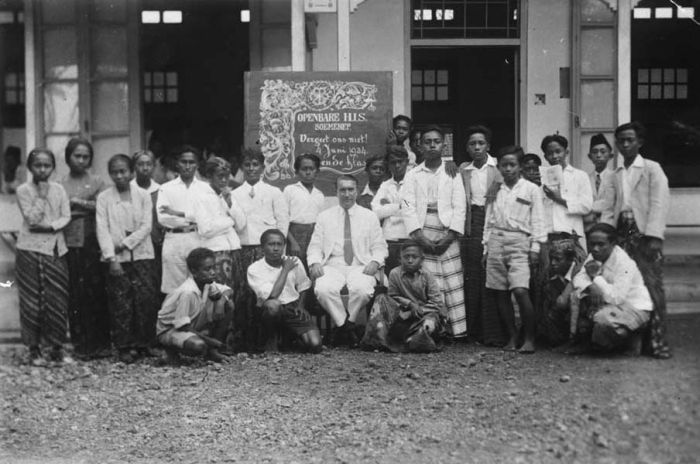
Élèves et professeur de la Hollandsch-Inlandsche School (HIS, "école hollandaise pour indigènes") de Sumenep à Madura (1934)

L'éducation élémentaire est introduite par les Néerlandais à l'époque coloniale. Un effort de scolarisation dans les Indes orientales néerlandaises est notable à partir de 1900. Les Néerlandais disposent d’un système scolaire à part avec leurs écoles primaires et leurs lycées créoles, dans lequel seuls quelques Indonésiens riches (1 786 en 1939) sont admis. Les Indonésiens ont les écoles de trois ans des villages, d’un niveau très bas, les écoles de cinq ans dans les agglomérations plus importantes et les écoles primaires hollandaises pour indigènes (Hollands Inlandse School). Le pays connaît alors de 90 à 95 % d’analphabètes, et les Indonésiens qui ont reçu une formation de type occidental sont souvent dans l’impossibilité de trouver un emploi.

## Budget
Le budget consacré à l'éducation représente en 2006, 17,2 % du budget de l'État, bien que la Constitution stipule que ce montant devrait atteindre 20 %

## Structure actuelle

### L'Enseignement primaire

#### École maternelle
De la naissance à l'âge de 5 ans, la plupart des enfants indonésiens n'ont pas accès à une éducation formelle. Vers l'âge de 5 à 7 ans, certains peuvent fréquenter l'école maternelle (Taman Kanak-kanak), dont la grande majorité des établissements, 99,28 % des plus de 54 000 écoles maternelles, sont privés. Les écoles maternelles comportent généralement deux classes, A et B, les élèves passant un an dans chacune de ces classes.

#### École élémentaire

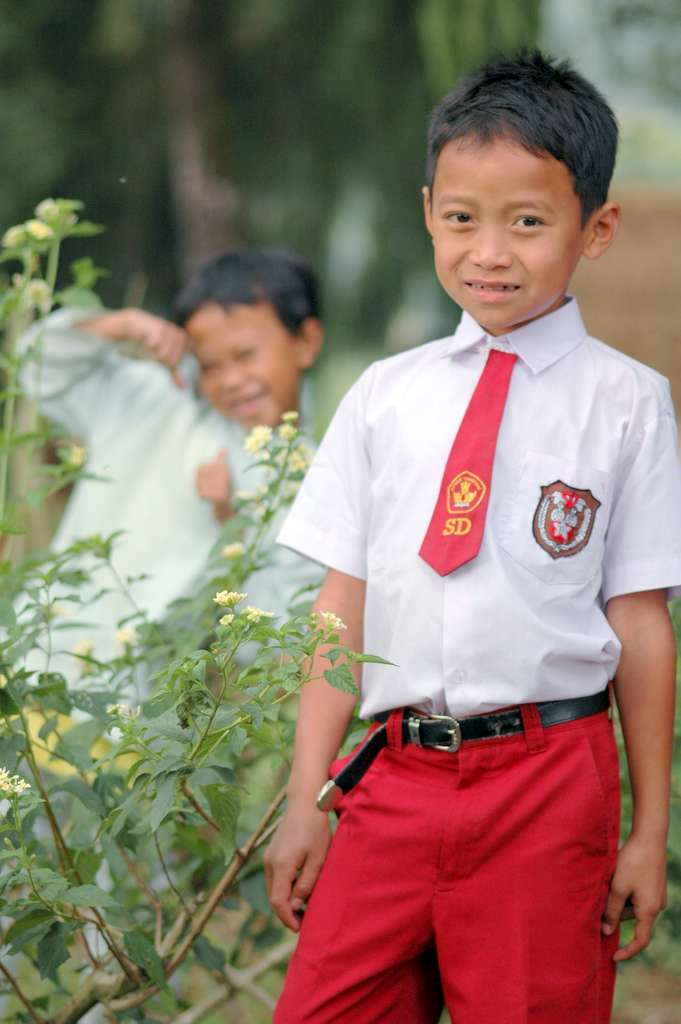
Uniforme d'école primaire en Indonésie

Les enfants de 7 à 12 ans fréquentent l'école primaire Sekolah Dasar (SD). Ce niveau d'éducation est, selon la Constitution indonésienne, obligatoire pour tous les citoyens indonésiens. Contrairement à la situation des écoles maternelles, 93 % des 148 000 écoles primaires indonésiennes sont publiques. Ce cycle est de 6 ans et il s'achève par un examen national (Ujian Akhir Nasional) portant, depuis 2007, sur 6 matières, contre 3 précédemment.

### L'enseignement secondaire

#### Collège
Le Collège, désigné par l'abréviation "SMP" (Sekolah Menengah Pertama) suivi pendant 3 ans par les élèves entre 13 et 15 ans, à l'issue de leurs scolarité au collège les élèves peuvent intégrer le lycée ou mettre fin à leur scolarité. Le nombre de collèges privés est sensiblement inférieur à celui des établissements publics néanmoins ces derniers accueillent près de 75 % des élèves scolarisés

#### Lycée
Désigné par l'abréviation "SMA" (Sekolah Menengah Atas).

### L'enseignement supérieur
En moyenne le budget de fonctionnement des universités publiques (Perguruan Tinggi Negeri ou PTN) est couvert à hauteur d'environ 60 % par le budget de l'État, le reste étant perçu via les divers frais réclamés aux étudiants, toutefois cette proportion peut s'inverser pour certaines universités renommées comme l'Universitas Indonesia de Jakarta